# Stopplaats De Zande
Stopplaats De Zande (telegrafische code: ze) is een voormalige stopplaats aan de spoorlijn Hattem - Kampen Zuid, destijds aangelegd en geëxploiteerd door de Koninglijke Nederlandsche Locaalspoorweg-Maatschappij (KNLS). Het station lag ten zuiden van De Zande in de Nederlandse gemeente Kampen. Aan de spoorlijn werd de stopplaats voorafgegaan door stopplaats Zalk en gevolgd door station Wilsummerveer. Stopplaats De Zande werd geopend op 1 oktober 1913 en gesloten op 31 december 1933. Bij het station was een abri aanwezig.